# 디스트로이어 (괴수)
디스트로이어는 1995년 고질라vs디스트로이어에 나오는 고질라시리즈에 최고 악역괴수이다. 고질라의 자녀중 주니어를 죽였다.

## 특징
디스트로이어는 여러 가지 작은 개체들이 모여서 만들어졌고 단계에 따라서 특징이 달라진다. 머리의 뿔로 공격이 가능하다. 여러 가지 빔공격이 가능하다. 1954년 옥시전 디스트로이어로 고질라를 죽일 때 깨어난 고대 생명체라는 설정이 있다.

## 작중 행적
디스트로이어는 고질라vs디스트로이어의 매인빌런이며 버닝고질라를 멜트다운까지 몰아냈다.버닝고질라와 맞먹는 힘을 보여주었으며 버닝고질라에게 패배 이후 더 이상 출연이 없었다.